# Гайгер, Мориц
Мориц Гайгер (нем. Moritz Geiger; 26 июня 1880[…], Франкфурт-на-Майне, Пруссия — 9 сентября 1937[…], Сил-Харбор) был немецким философом, учеником Теодора Липпса и последователем Эдмунда Гуссерля, представителем мюнхенской школы феноменологии. Кроме того, он создавал труды по психологии, эпистемологии и эстетике.

## Биография
Из еврейской семьи. Племянник философа Лазаря Гейгера и литератора Людвига Гейгера. Изучал юриспруденцию в Мюнхенском университете в 1898. После этого он получил образование по направлению "история литературы" в 1899, а также по философии и филологии в 1900 вместе с Теодором Липпсом. В период с 1901 по 1902 год Гайгер занимался экспериментальной психологией вместе с Вильгельмом Вундтом в Лейпциге. 
По возвращении в Мюнхен в 1904, он защищает кандидатскую диссертацию и становится приближённым студентом Т. Липпса вместе с Александером Пфендер, Адольфом Райнах, Теодором Конрад,  Алоисом Фишер, Максом Шелер, и Дитрихом фон Гилдебранд. 

В 1906 Гайгер на протяжении одного семестра посещал лекции Эдмунда Гуссерля в Геттингенском университете. В Геттинген из Мюнхена к Гуссерлю начинают прибывать те, кому предстояло стать основными участниками раннего феноменологического движения (представители так называемой «мюнхенско-геттингенской» школы феноменологии) — Адольф Райнах и Йоханес Дауберт (1905), Мориц Гайгер (1906), Теодор Конрад (1907), Дитрих фон Гильдебранд (1908). Так, Мориц Гайгер становится напрямую причастен к Мюнхенской феноменологической школе философов. Взаимоотношения Морица Гайгера и Эдмунда Гуссерля стали важно вехой для всей истории немецкой философии начала XX века. В частности об этом пишет Виталий Куренной в статье «Феноменология Эдмунда Гуссерля»:
«Символической датой рождения феноменологического движения иногда называется также май 1904 года, когда Гуссерль посетил Мюнхен, где встречался с Теодором Липпсом (главой независимо — до появления «Логических исследований» — формировавшейся «мюнхенской феноменологии») и его учениками. Важным результатом этого общения была организация и выход в 1913 году «Ежегодника по философии и феноменологическому исследованию», первый выпуск которого был издан Гуссерлем совместно с Морицем Гайгером, Александром Пфендером, Адольфом Райнахом и Максом Шелером (за время издания (1913–1930 гг.) вышло 11 его выпусков). «Ежегодник» является тем изданием, в котором сосредоточены все основные, «классические» работы немецкой феноменологической философии.» 
В 1915 году Гайгер работает преподавателем в Мюнхене. После Первой Мировой войны он занимает должность ординарисуса[кого?] в университете Геттингена (1923). В 1933 досрочно уволен нацистами с профессорской должности в связи с еврейским происхождением. Он эмигрировал в США в 1935 и преподавал в Вассар-Колледж в Нью-Йорке, а также в Стенфордском университете.
Среди известных учеников Гайгера были такие люди, как Клаус Бергер, Ханс-Георг Гадамер, Вальтер Беньямин и Карл Лёвит.

## Философские воззрения
Главной темой исследования Гайгера стала феноменология чувств, теория эстетики и, в частности, эстетических наслаждений. В своих работах он опирался на труды по психологии В. Вундта, а также на феноменологию. 

### Эстетическое наслаждение
Гайгер считал, что эстетическое наслаждение — это «специальный случай» наслаждения, сущность которого выявляется на основе анализа соответствующих феноменов. Сущностные мотивы наслаждения Гайгер связывал со следующими признаками:
- отсутствие мотива
- полнота
- причастность Я
- центрирование вокруг Я
- отдача (Hingabe) во власть объекта наслаждения[5]

### Феноменологический метод
Также, Гайгер способствовал развитию специального метода феноменологии «чистой само-данной достоверности» (pure self-given factuality). Герман Зельтнер, ученик Морица Гайгера, писал: 
Не ограничиваясь чувственно-визуальным о идеалистичными предрассудками, не базируя реальность на низших, неизвестных сферах. Феноменология ценит каждый данный факт одинаково, не зависимо от того чувственный он или нет. Этот принцип стал утверждением максимальной достоверности [...].
Важной чертой феноменологического метода у большинства представителей мюнхенской феноменологии является указание на его прикладной характер. Мориц Гайгер начинает свою работу о феноменологической эстетике следующими словами:
«Говорить о методе, пропагандировать метод, не имея возможности показать, каким образом этот метод ведет к конкретным результатам, не имея возможности доказать его применением, что это не просто теоретическое хитросплетение – все это равно затруднительно в любой области науки. Методы нуждаются в испытании, методы должны применяться – это работающие вхолостую машины, если у них нет применения». 
Направленность на применение метода феноменологии приводила к принципиальной открытости мюнхенцев для новых идей и расширения рамок феноменологии.  Например, в «Феноменологической эстетике» Гайгер, стремясь расширить и применить феноменологический метод, отмечает, что эстетика, по сути, интересуется не конкретными предметами (произведениями искусства), но всеобщими структурами и закономерностями эстетических ценностей. При этом она способна усмотреть сущность, например, трагического не только в многообразии подобранных драматических произведений, но и в одном произведении искусства, в одной-единственной работе. Гайгер подчёркивает: 
«В этом  заключается еще одна особенность феноменологического метода: он достигает своих закономерностей не из некоторого высшего принципа, хотя и не через индуктивное накопление отдельных примеров, но благодаря тому, что он на отдельном примере усматривает всеобщую сущность, всеобщую закономерность».
В прикладных феноменологических анализах представителей феноменологии мюнхенского круга проступают некоторые черты, которые впоследствии будут характерны для исследований сначала феноменологических психиатров, а затем и экзистенциальных психоаналитиков. Среди них важнейшими являются: 
1. указание на связь единичного с всеобщей сущностью и допущение феноменологического анализа одного-единственного феномена;
2. двухуровневая структура феноменологического «знания», включающая исследование философских оснований, сущности науки и ее реалистическое воплощение, её конкретное предметное поле существования феноменов;
3. расширение понятия a priori и др.

Продолжая описывать особенности эстетики, Гайгер отмечает, что философская дисциплина эстетика соотносится с эстетикой как отдельной наукой. Эстетика как отдельная наука предполагает факт эстетической ценности и исследует его принципы, эстетика как философская дисциплина постигает основания первой и эстетические ценностные принципы. Эта двучленная структура будет характерная и для единой традиции экзистенциально-феноменологической психиатрии.

### Концепция психологической эмпатии
Гайгер сделал влажный вклад в систематизацию психологических концепций эмпатии. На IV конгрессе экспериментальных психологов в Инсбруке (Австрия) философ выступил с лекцией на тему сущности и значение эмпатии (1910). В этой лекции прозвучали идеи, которые получили свое развитие в более поздних работах философа. Влияние феноменологии Гуссерля заметно  прямо в названии: ”О сущности и значении эмпатии". Лекция начиналась с исчерпывающего описания различных концепций эмпатии. Эмпатия контекстуализируется философом относительно своего времени. Благодаря этому формируется полная картина феномена, содержащая все предыдущие попытки определения и осмысления этого понятия. Гайгер начал лекцию с описания происхождения термина в эпоху Романтизма и в конце описал идеи своего учителя Теодора Липпса. Благодаря такому широкому диапазону упомянутых контекстуализаций, Гайгер определил два основных подхода к анализу темы: вертикальный порядок, обусловленный хронологическим развитием, и горизонтальный порядок, соответствующий интуиции эмпатии.  Второй порядок напрямую связан с феноменальными фактами “чуждых выразительных движений” и “чуждой личности”, которые через глубоко романтически наполненную трактовку “одушевленности недочеловеческих сущностей” привели его мысль к эстетическим аспектам эмпатии.

#### Критика идей о психологической эмпатии
Критика Гайгера обращалась прежде всего к пункту о эстетических аспектах эмпатии. Участники конгресса поставили под сомнение тезис о том, что для научного исследования было актуально рассматривать эстетические концепции эмпатии или даже эзотерический аспект “одушевленности недочеловеческих сущностей”. Здесь обнаруживается слабое место аргументации: в изобилии определений и теорий эмпатии Гайгер не даёт должной позиции, личного комментария к значению единичного употребления термина.